# Brigitte Horney
Brigitte Horney (Berlijn, 29 maart 1911 – Hamburg, 27 juli 1988) was een Duits actrice. In 1934 brak ze door met de film Liebe, Tod und Teufel, waarin ze zangeres Rubby speelt, die de titelsong So oder so ist das Leben zingt. Het was deze titelsong die de film bekendheid gaf. Ze speelde ook mee in talloze Duitse hoorspelen. Tot aan haar dood speelde ze in films en televisieseries.

## Privé
Horney werd geboren als dochter van psychoanalytica Karen Horney in het stadsdeel Berlin-Dahlem. Na de Tweede Wereldoorlog werd ze Amerikaans staatsburger, maar ze kwam nog regelmatig naar Duitsland terug. Ze bezat een huis in Beieren. Ze huwde de bekende Joodse kunsthistoricus Hanns Swarzenski.

## Filmografie (selectie)

### Bioscoop
- 1930: Abschied
- 1931: Hass und Liebe
- 1932: Rasputin – Dämon der Frauen
- 1933: Heideschulmeister Uwe Karsten
- 1934: Ein Mann will nach Deutschland
- 1934: Der ewige Traum - Rêve éternel
- 1934: Liebe, Tod und Teufel
- 1935: Blutsbrüder
- 1935: Der grüne Domino
- 1936: Savoy-Hotel 217
- 1936: Stadt Anatol
- 1936: The House of the Spaniard
- 1937: Secret Lives
- 1938: Der Katzensteg
- 1938: Verklungene Melodie
- 1938: Revolutionshochzeit
- 1938: Anna Favetti
- 1938: Du und ich
- 1939: Aufruhr in Damaskus
- 1939: Ziel in den Wolken
- 1939: Der Gouverneur
- 1939: Eine Frau wie du
- 1939: Befreite Hände
- 1940: Feinde
- 1941: Das Mädchen von Fanö
- 1941: Illusion
- 1942: Geliebte Welt
- 1943: Münchhausen
- 1947: Am Ende der Welt
- 1948: Die Frau am Weg
- 1949: Verspieltes Leben
- 1950: Melodie des Schicksals
- 1953: Solange Du da bist
- 1954: Gefangene der Liebe
- 1954: Der letzte Sommer
- 1957: Der gläserne Turm
- 1960: Nacht fiel über Gotenhafen
- 1960: Das Erbe von Björndal
- 1961: Ruf der Wildgänse
- 1963: Flucht der weißen Hengste
- 1965: Neues vom Hexer
- 1966: Ich suche einen Mann
- 1966: Das Geheimnis der weißen Nonne
- 1980: Charlotte
- 1983: Bella Donna

### Televisie
- 1959: Geschlossene Gesellschaft
- 1962: Daphne Laureola
- 1963: Die Möwe
- 1964: Dann geh zu Thorp
- 1968: Eine etwas sonderbare Dame
- 1970: Auktion bei Gwendoline
- 1971: Paradies der alten Damen
- 1971: Die Auferstehung des Stefan Stefanow
- 1972: Das Geheimnis der alten Mamsell
- 1972: Die Vitrine
- 1973: Der Kommissar – Tod eines Hippiemädchens
- 1974: Der Kommissar – Jähes Ende einer interessanten Beziehung
- 1977: Derrick – Eine Nacht im Oktober
- 1977: Der Alte – Der Alte schlägt zweimal zu
- 1977: Eichholz und Söhne
- 1978: Haus der Frauen
- 1978: Kleine bunte Freudenspender
- 1978: Heidi
- 1979: Wunder einer Nacht
- 1979: Einzelzimmer
- 1979: Sonne, Wein und harte Nüsse: Die Sache mit dem Backofen
- 1979: Wo die Liebe hinfällt
- 1980: Die Abenteuer von Tom Sawyer und Huckleberry Finn
- 1980: Derrick – Die Entscheidung
- 1980: Teegebäck und Platzpatronen
- 1981: Billy – Ein junger Mann auf der Suche nach seiner Identität
- 1982: So oder so ist das Leben
- 1982: Urlaub am Meer
- 1982: Der Alte – Teufelsküche
- 1982–1989: Jakob und Adele
- 1983: Ein Mord liegt auf der Hand
- 1984: Das Traumschiff: Rio - Der Falschspieler
- 1985: Mamas Geburtstag
- 1985: Alte Gauner: Die große Prüfung
- 1986: Teufels Großmutter
- 1987–1988: Das Erbe der Guldenburgs

## Hoorspelen
- 1949: Max Frisch: Als der Krieg zu Ende war (DRS)
- 1950: Albert Camus: Die Gerechten – Regie: Kurt Bürgin (SRG Radio Bern)
- 1951: Ernst von Khuon: Der Schnitt durch das Labyrinth – Regie: Karl Peter Biltz (SWF)
- 1953: Jacques Déval: Heute Nacht in Samarkand – Regie: Heinz-Günter Stamm (BR)
- 1953: Max Frisch: Rip van Winkle – Regie: Walter Ohm (BR/RB)
- 1954: Thornton Wilder: Die Frau von der Insel Andros – Regie: Fränze Roloff (HR)
- 1954: Jean Cocteau: Die geliebte Stimme (DRS)
- 1954: Lucille Fletcher: Falsch verbunden – Regie: Kurt Bürgin (DRS)
- 1955: Kurt Kusenberg: Die Glücklichen – Regie: Heinz-Günter Stamm (BR)
- 1955: Horst Lange: Die Goldgräber – Regie: Helmut Brennicke (BR)
- 1958: Vicki Baum: Menschen im Hotel – Regie: Heinz-Günter Stamm (SWF)
- 1958: Yukio Mishima: Zwei moderne Nô-Spiele (Die getauschten Fächer; Die Damasttrommel) – Regie: Helmut Brennicke (BR)
- 1959: André Breton: Nadja Etoilée – Regie: Jean Jacques Vierne; Marcel Wall (SWF/ORF)
- 1959: Max Frisch: Santa Cruz – Regie: Friedhelm Ortmann (SWF)
- 1961: Aischylos: Die Orestie (3 delen) – Bewerking en regie: Friedhelm Ortmann (WDR)
- 1962: Horst Mönnich: Der vierte Platz (4 afleveringen) – Regie: Friedhelm Ortmann (WDR/BR/SDR)
- 1963: Johanna Moosdorf: Ein blinder Spiegel – Regie: Friedhelm Ortmann (WDR)
- 1963: Peter Hemmer: Spätzug – Regie: Friedhelm Ortmann (WDR)
- 1963: August Strindberg: Totentanz – Regie: Heinz Wilhelm Schwarz (WDR)
- 1965: Alfred Eidenbenz: Das Märchen vom Glasbläser – Regie: Heinz Wilhelm Schwarz (WDR)
- 1965: Alfred Eidenbenz: Das Märchen vom verlassenen Haus – Regie: Heinz Wilhelm Schwarz (WDR)
- 1965: John Boynton Priestley: Ein Inspektor kommt – Regie: Heinz Wilhelm Schwarz (WDR)
- 1966: Erasmus Schöfer: Berg der Schatten – Regie: Friedhelm Ortmann (WDR)
- 1967: Michal Tonecki: Was ist heute für ein Tag? Freitag – Regie en spreker: Günther Sauer (WDR)
- 1968: Eiler Jörgensen: Eltern – Regie: Ulrich Lauterbach (SWF/WDR)
- 1969: Tennessee Williams: Plötzlich letzten Sommer – Regie: Friedhelm Ortmann (WDR)
- 1970: Adrian Rhys: Echos – Regie: Ulrich Lauterbach (WDR)
- 1970: Dieter Wellershoff: Das Schreien der Katze im Sack – Regie: Friedhelm Ortmann (WDR/HR/SDR)
- 1971: Adrian Rhys: Mr. und Mrs. Squirrel – Regie: Friedhelm Ortmann (HR)
- 1971: Konrad Hansen: Vom Hackepeter und der kalten Mamsell – Regie: Friedhelm Ortmann (WDR)
- 1972: Konrad Hansen: Maulbrüter – Regie: Friedhelm Ortmann (WDR)
- 1972: Friederike Mayröcker: Message Comes – Regie: Günter Becker; Lotte Koch; Theo Staats; Uwe Gronostay; Horst Loebe (RB)
- 1973: Anne Leaton: Das Flüstern der Welt vor der Auflösung – Regie: Heinz Dieter Köhler (WDR)
- 1974: Konrad Hansen: Das Floß der Medusa – oder Vermittlung eines gehobenen Wortschatzes – Regie: Friedhelm Ortmann (RB/WDR)
- 1974: Barry Bermange: Knochen – Regie: Heinz Dieter Köhler (WDR)
- 1974: Ruth Rehmann: Frau Violets Haus – Regie: Otto Kurth (WDR)
- 1975: Marie Luise Kaschnitz: Ja, mein Engel – Regie: Horst Loebe (RB)
- 1975: Martin Walser: Lindauer Pietà – Regie: Günther Sauer (WDR)
- 1975: Uve Schmidt: Die Zuckerdose – Regie: Horst Loebe (HR)
- 1976: Eugene O’Neill: Eines langen Tages Reise in die Nacht – Bewerking en regie: Urs Helmensdorfer (DRS)
- 1978: Else Lasker-Schüler: Die Wupper – Bewerking en regie: Heinz Dieter Köhler (WDR)
- 1978: Michael Dines: Akt der Gewalt – Regie: Andreas Weber-Schäfer (SDR)
- 1981: Gert Hofmann: Casanova und die Figurantin – Regie: Walter Adler (HR)
- 1982: Mischa Mleinek: Von irgendwo Flötenspiel – Regie: Anke Beckert (BR)
- 1983: Ernst Schnabel: Die hohen Schiffe/Hunger – Regie: Hermann Naber (SWF)
- 1983: Anneliese Steinhoff: Tante Marga Winterfest – Regie: Michael Peter (BR)
- 1983: Erland Josephson: Männerängste (aflevering 3: Flüchtige Bekanntschaft) – Regie: Horst H. Vollmer (HR)
- 1983: Hans Joachim Sell: Die langsamen Pfeile – Regie: Woldemar Leippi (SFB/ORF)
- 1984: William Douglas-Home: Der Eisvogel – Regie: Horst Sachtleben (BR)
- 1984: Barbara Bronnen: Marmorengel – Regie: Heinz Hostnig (BR/SWF)
- 1984: Melchior Schedler: Cordoba oder Die Kunst des Badens – Regie: Otto Düben (SDR) – Onderscheiding: Hoorspel van het decennium
- 1984: Sebastian Goy: Ein vermaledeit klebriger Winter auf dem Schlafzimmerbahnhof der Katja Schoheija – Regie: Horst Loebe (RB/RIAS)
- 1985: Borislav Pekic: Ausflug in die Goldene Stadt – Regie: Ulrich Lauterbach (WDR)
- 1988: Iacovos Kambanellis: Die vier Beine des Tisches – Regie: Friedhelm Ortmann (WDR)

## Theater (selectie)
(Stadttheater, Würzburg)
- 1930: Trio – blijspel van Leo Renz … als Rita
- 1930: …Vater sein dagegen sehr – komedie van E. Ch. Carpenter … als Maria Credaro
- 1931: Olympia – spel van Ferenc Molnár … als Olympia
- 1931: Elisabeth von England – drama van Ferdinand Bruckner … als Isabella
- 1931: Marguerite durch drei – blijspel van Fritz Schwiefert … als Marguerite
- 1931: Hurra, ein Junge – klucht van Franz Arnold und Ernst Bach … als Helga Lüders
- 1931: Voruntersuchung – drama van Max Alsberg und Otto Ernst Hesse … als Melitta Ziehr

(Lessingtheater, Berlijn)
- 1931: Zum goldenen Anker – komedie van Marcel Pagnol … als Fanny

(Deutsches Theater Berlijn)
- 1931: Kat – drama naar Ernest Hemingway … als Miss Fergusson
- 1932: Timon – drama van Ferdinand Bruckner … als Myrthis en Aphrodite
- 1939: Pygmalion – komedie van George Bernard Shaw … als Eliza

(Theater am Kurfürstendamm, Berlijn)
- 1931: Die Heilige aus USA – historie van Ilse Langner … als Auguste Stetson

(Volksbühne Theater am Bülowplatz, Berlijn)
- 1932: Die Ratten – tragikomedie van Gerhart Hauptmann … als Pauline Piperkarcka
- 1932: Das neue Paradies – komedie van Julius Hay … als Diana Clark
- 1932: Die Sardinenfischer – drama van Elisabeth Castonier … als inpakster
- 1933: Viel Lärm um nichts – blijspel van William Shakespeare … als Margaretha

(Volksbühne, Theater am Horst-Wessel-Platz, Berlijn)
- 1933: Der Bauer als Millionär – romantisch magisch sprookje van Ferdinand Raimund … als Die Zufriedenheit

(Deutsches Theater Göttingen)
- 1953: Amphitryon – blijspel van Heinrich von Kleist … als Alkmene
- 1953: Ulla Winblad oder Musik und Leben des Carl Michael Bellmann van Carl Zuckmayer … als Ulla Winblad
- 1957: Santa Cruz – drama van Max Frisch … als Elvira
- 1959: Zwei Worte töten – stuk van Erwin Sylvanus … als Ruth Benzin

(Schauspielhaus Zürich)
- 1946: Santa Cruz – drama van Max Frisch … als Elvira
- 1948: Die schmutzigen Hände – drama van Jean-Paul Sartre … als Olga
- 1949: Als der Krieg zu Ende war – drama van Max Frisch … als Agnes
- 1975: Die Irre von Chaillot – drama van Jean Giraudoux … als Aurelie

(Stadttheater, Chur)
- 1946: Verkündigung – drama van Paul Claudel … als Mara
- 1946: Das Wintermärchen – sprookje van William Shakespeare … als Hermione
- 1947: Ist Geraldine ein Engel? – blijspel von Hans Jaray … als Geraldine
- 1947: Der Heiratsantrag – eenakter van Anton Tschechow … als Natalia
- 1947: Die heilige Johanna – dramatische kroniek van George Bernard Shaw … als Johanna

(Stadttheater, Bazel)
- 1947: Jegor Bulytschow und andere – drama van Maxim Gorki … als Glafira
- 1947: Hamlet – tragedie van William Shakespeare … als Gertrude
- 1947: Bernarda Albas Haus – vrouwentragedie van Federico García Lorca … als Magdalena
- 1948: Blaubart – Ein Versteckspiel des Schicksals van Walter Jost … als Elisa

## Discografie
- 1934: So oder so ist das Leben (uit: Liebe, Tod und Teufel, film- en schellakversie)
- 1936: Das Geständnis
- 1936: Warum liebt man so die Liebe
- 1937/38: There’s No Escape (alleen in de film Secret Lives – I Married a Spy, GB)
- 1938: Nur dich allein hab ich geliebt (alleen in de film Verklungene Melodie)
- 1986: Plaisir d’amour (alleen in Jakob und Adele - Ein Haus mit hellen Fenstern)

- Bibsys: 90804208
- Biblioteca Nacional de España: XX1448914
- Bibliothèque nationale de France: cb14187885n (data)
- Gemeinsame Normdatei: 119061333
- International Standard Name Identifier: 0000 0000 5934 4730
- Library of Congress Control Number: nr99015365
- MusicBrainz: 13f30134-99ba-4527-8e65-3c82f8928f93
- Nationale Bibliotheek van Israël: 987007427658505171
- Nederlandse Thesaurus van Auteursnamen: 073886637
- Réseau des bibliothèques de Suisse occidentale: 02-A018777549
- Système universitaire de documentation: 171622979
- Theaterlexikon der Schweiz: Brigitte_Horney
- Virtual International Authority File: 12515917
- WorldCat: E39PBJcgvJgRWXcc6PT4VtkVYP